# Elporia capensis
Elporia capensis är en tvåvingeart som beskrevs av Edwards 1915. Elporia capensis ingår i släktet Elporia och familjen Blephariceridae. Inga underarter finns listade i Catalogue of Life.